# Haas F1 Team

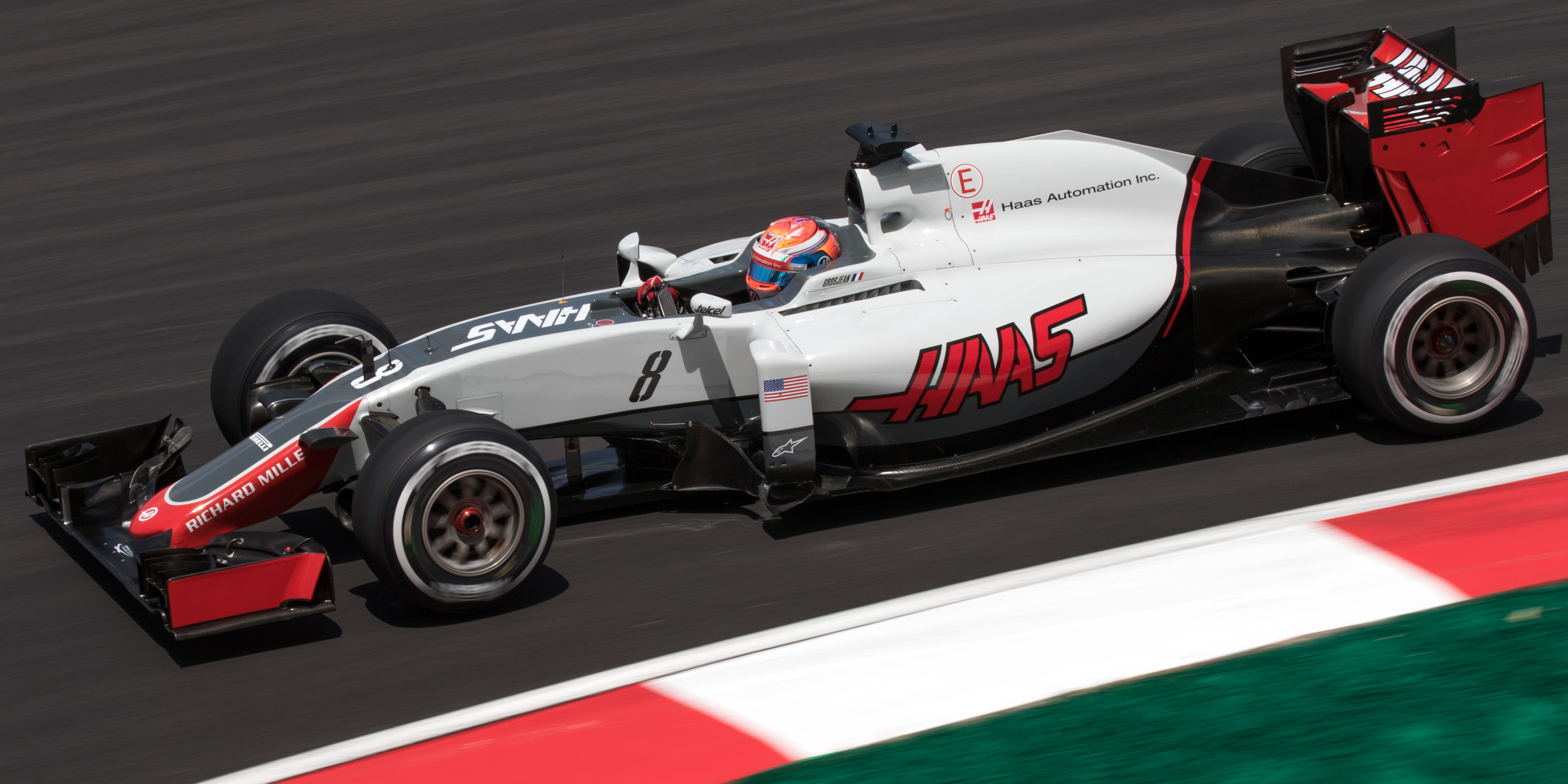
Romain Grosjean tijdens de GP van Maleisië 2016.

Het Haas F1 Team (voorheen bekend als Haas Formula LLC en Haas Racing Developments) is een Amerikaans Formule 1-team dat actief is vanaf 2016 (oorspronkelijk 2015). Het team is opgericht in 2014 door Gene Haas, teameigenaar van het NASCAR-team Stewart Haas Racing.

## Geschiedenis

### 2014 - 2015
Op 11 april 2014 maakte de FIA bekend dat Haas vanaf 2015 deel mocht nemen aan de Formule 1. Het is het eerste Amerikaanse team dat zich inschrijft voor de Formule 1 sinds het US F1 Team in 2010, dat niet van de grond kwam, en het eerste Amerikaanse team dat zal starten sinds het niet-gerelateerde team Haas Lola.
Gene Haas maakte op 4 juni 2014 bekend dat zijn team niet op de grid zou staan in 2015. In plaats hiervan zou het team vanaf 2016 aan de start staan van Formule 1-races. Op 29 september 2015 werd met Romain Grosjean de eerste racecoureur voor 2016 bekendgemaakt. Op 31 oktober werd bekendgemaakt dat Esteban Gutiérrez de tweede coureur zou worden.

### 2016
Grosjean behaalde in de eerste race in de Grand Prix van Australië van het team direct een zesde plaats en volgde deze in de tweede race in Bahrein op met een vijfde plaats. Hierna werden de resultaten al snel minder; alhoewel Grosjean in de eerste thuisrace van het team in de Verenigde Staten met een tiende plaats een punt wist te behalen. In haar eerste seizoen eindigde Haas op de achtste plaats in het constructeurskampioenschap.

### 2017 - 2020
Vanaf het seizoen 2017 reed Grosjean opnieuw voor Haas, maar werd Gutiérrez vervangen door Kevin Magnussen.
Vanaf het seizoen 2019 zullen opnieuw Grosjean en Magnussen rijden voor het team. Ook zal de teamnaam veranderen in Rich Energy Haas F1 Team door de titelsponsoring van Energiedrankproducent Rich Energy. Op 9 september 2019 gingen beide uit elkaar met directe ingang. De livery blijft wel hetzelfde.
In het seizoen van 2020 rijden Grosjean en Magnussen voor Haas. Op 24 januari 2020 werd bekendgemaakt dat de Formule 1 wagen voor het seizoen 2020 zal worden onthuld op 19 februari 2020. Op 27 juli 2020 maakte Günther Steiner bekend dat het team geen updates meer zal maken voor het 2020 seizoen en haar pijlen zal richten op het seizoen van 2021.

### 2021
Eind 2020 bevestigde het team dat de contracten van Grosjean en Magnussen niet verlengd zouden worden. Nikita Mazepin en Mick Schumacher, zoon van zevenvoudig wereldkampioen Michael Schumacher werden de nieuwe rijders voor het seizoen 2021.

### 2022
Op 5 maart 2022 werd bekendgemaakt dat het contract met de sponsor Uralkali en met Nikita Mazepin werd opgezegd. Dit gebeurde naar aanleiding van de Russische invasie van Oekraïne in 2022 waardoor er sancties tegen Rusland en zijn ingezetenen werden ingesteld. Op 9 maart werd bekendgemaakt dat Kevin Magnussen getekend heeft bij het team voor het seizoen 2022. In de regenachtige kwalificatie voor de sprintrace van São Paulo haalde Kevin Magnussen verrassend zijn eerste poleposition. Dit was ook gelijk de eerste poleposition ooit voor het team van Haas.

### 2023
Aan het eind van het seizoen 2022 werd bekend dat het contract met Mick Schumacher niet verlengd werd en dat Nico Hülkenberg zijn plaats zou innemen voor 2023. Een nieuwe sponsor werd gevonden en het team ging verder onder de naam "MoneyGram Haas F1 Team".

### 2024
Op 10 januari 2024 kreeg Günther Steiner per direct zijn ontslag aangezegd als teammanager bij het Haas F1 team. Steiner wordt opgevolgd door de Japanner Ayao Komatsu.

## Resultaten
| Kleur  | Resultaat                       |
| ------ | ------------------------------- |
| Goud   | Winnaar                         |
| Zilver | Tweede plaats                   |
| Brons  | Derde plaats                    |
| Groen  | Gefinisht (punten behaald)      |
| Blauw  | Gefinisht (geen punten behaald) |
| Blauw  | Niet geklasseerd (NC)           |
| Paars  | Uitgevallen (DNF)               |
| Rood   | Niet gekwalificeerd (DNQ)       |

| Kleur   | Resultaat                              |
| ------- | -------------------------------------- |
| Zwart   | Gediskwalificeerd (DSQ)                |
| Wit     | Niet gestart (DNS)                     |
| Blanco  | Gewond (INJ)                           |
| Blanco  | Uitgesloten (EX)                       |
| Blanco  | Teruggetrokken (WD) / Niet deelgenomen |
| 1, 2, 3 | Sprint positie (punten behaald)        |
| P       | Poleposition                           |
| S       | Snelste ronde                          |

### 2016 – 2019
| Jaar | Chassis en banden | Motor                    | Coureurs          | 1   | 2   | 3   | 4   | 5   | 6   | 7   | 8   | 9   | 10  | 11  | 12  | 13  | 14  | 15  | 16  | 17  | 18  | 19  | 20  | 21  | Punten | WK-plaats |
| ---- | ----------------- | ------------------------ | ----------------- | --- | --- | --- | --- | --- | --- | --- | --- | --- | --- | --- | --- | --- | --- | --- | --- | --- | --- | --- | --- | --- | ------ | --------- |
| 2016 | Haas VF-16 P      | Ferrari 061 1.6 V6 t     |                   | AUS | BHR | CHN | RUS | SPA | MON | CAN | EUR | OOS | GBR | HON | DUI | BEL | ITA | SIN | MAL | JPN | VST | MEX | BRA | ABU | 29     | 8         |
| 2016 | Haas VF-16 P      | Ferrari 061 1.6 V6 t     | Romain Grosjean   | 6   | 5   | 19  | 8   | DNF | 13  | 14  | 13  | 7   | DNF | 14  | 13  | 13  | 11  | DNS | DNF | 11  | 10  | 20  | DNS | 11  | 29     | 8         |
| 2016 | Haas VF-16 P      | Ferrari 061 1.6 V6 t     | Esteban Gutiérrez | DNF | DNF | 14  | 17  | 11  | 11  | 13  | 16  | 11  | 16  | 13  | 11  | 12  | 13  | 11  | DNF | 20  | DNF | 19  | DNF | 12  | 29     | 8         |
| 2017 | Haas VF-17 P      | Ferrari 062 1.6 V6 t     |                   | AUS | CHN | BHR | RUS | SPA | MON | CAN | AZE | OOS | GBR | HON | BEL | ITA | SIN | MAL | JPN | VST | MEX | BRA | ABU |     | 47     | 8         |
| 2017 | Haas VF-17 P      | Ferrari 062 1.6 V6 t     | Romain Grosjean   | DNF | 11  | 8   | DNF | 10  | 8   | 10  | 13  | 6   | 13  | DNF | 7   | 15  | 9   | 13  | 9   | 14  | 15  | 15  | 11  |     | 47     | 8         |
| 2017 | Haas VF-17 P      | Ferrari 062 1.6 V6 t     | Kevin Magnussen   | DNF | 8   | DNF | 13  | 14  | 10  | 12  | 7   | DNF | 12  | 13  | 15  | 11  | DNF | 12  | 8   | 16  | 8   | DNF | 13  |     | 47     | 8         |
| 2018 | Haas VF-18 P      | Ferrari 062 EVO 1.6 V6 t |                   | AUS | BHR | CHN | AZE | SPA | MON | CAN | FRA | OOS | GBR | DUI | HON | BEL | ITA | SIN | RUS | JPN | VST | MEX | BRA | ABU | 93     | 5         |
| 2018 | Haas VF-18 P      | Ferrari 062 EVO 1.6 V6 t | Romain Grosjean   | DNF | 13  | 17  | DNF | DNF | 15  | 12  | 11  | 4   | DNF | 6   | 10  | 7   | DSQ | 15  | 11  | 8   | DNF | 16  | 8   | 9   | 93     | 5         |
| 2018 | Haas VF-18 P      | Ferrari 062 EVO 1.6 V6 t | Kevin Magnussen   | DNF | 5   | 10  | 13  | 6   | 13  | 13  | 6   | 5   | 9   | 11  | 7   | 8   | 16  | 18S | 8   | DNF | DSQ | 15  | 9   | 10  | 93     | 5         |
| 2019 | Haas VF-19 P      | Ferrari 064 1.6 V6 t     |                   | AUS | BHR | CHN | AZE | SPA | MON | CAN | FRA | OOS | GBR | DUI | HON | BEL | ITA | SIN | RUS | JPN | MEX | VST | BRA | ABU | 28     | 9         |
| 2019 | Haas VF-19 P      | Ferrari 064 1.6 V6 t     | Romain Grosjean   | DNF | DNF | 11  | DNF | 10  | 10  | 14  | DNF | 16  | DNF | 7   | DNF | 13  | 16  | 11  | DNF | 13  | 17  | 15  | 13  | 15  | 28     | 9         |
| 2019 | Haas VF-19 P      | Ferrari 064 1.6 V6 t     | Kevin Magnussen   | 6   | 13  | 13  | 13  | 7   | 14  | 17  | 17  | 19  | DNF | 8   | 13  | 12  | DNF | 17S | 9   | 15  | 15  | 18  | 11  | 14  | 28     | 9         |
| Jaar | Chassis en banden | Motor                    | Coureurs          | 1   | 2   | 3   | 4   | 5   | 6   | 7   | 8   | 9   | 10  | 11  | 12  | 13  | 14  | 15  | 16  | 17  | 18  | 19  | 20  | 21  | Punten | WK-plaats |

### 2020 – heden
| Jaar | Chassis en banden | Motor                  | Coureurs          | 1   | 2   | 3   | 4   | 5   | 6   | 7   | 8   | 9    | 10  | 11  | 12  | 13  | 14  | 15  | 16  | 17  | 18  | 19  | 20  | 21    | 22  | 23   | 24  | Punten | WK-plaats |
| ---- | ----------------- | ---------------------- | ----------------- | --- | --- | --- | --- | --- | --- | --- | --- | ---- | --- | --- | --- | --- | --- | --- | --- | --- | --- | --- | --- | ----- | --- | ---- | --- | ------ | --------- |
| 2020 | Haas VF-20 P      | Ferrari 065            |                   | OOS | STI | HON | GBR | 70J | SPA | BEL | ITA | TOS  | RUS | EIF | POR | EMI | TUR | BHR | SAK | ABU |     |     |     |       |     |      |     | 3      | 9         |
| 2020 | Haas VF-20 P      | Ferrari 065            | Romain Grosjean   | DNF | 13  | 16  | 16  | 16  | 19  | 15  | 12  | 12   | 17  | 9   | 17  | 14  | DNF | DNF |     |     |     |     |     |       |     |      |     | 3      | 9         |
| 2020 | Haas VF-20 P      | Ferrari 065            | Kevin Magnussen   | DNF | 12  | 10  | DNF | DNF | 15  | 17  | DNF | DNF  | 12  | 13  | 16  | DNF | 17  | 17  | 15  | 18  |     |     |     |       |     |      |     | 3      | 9         |
| 2020 | Haas VF-20 P      | Ferrari 065            | Pietro Fittipaldi |     |     |     |     |     |     |     |     |      |     |     |     |     |     |     | 17  | 19  |     |     |     |       |     |      |     | 3      | 9         |
| 2021 | Haas VF-21 P      | Ferrari 065/6 1.6 V6 t |                   | BHR | EMI | POR | SPA | MON | AZE | FRA | STI | OOS  | GBR | HON | BEL | NED | ITA | RUS | TUR | VST | MXS | SAP | QAT | SAR   | ABU |      |     | 0      | 10        |
| 2021 | Haas VF-21 P      | Ferrari 065/6 1.6 V6 t | Mick Schumacher   | 16  | 16  | 17  | 18  | 18  | 13  | 19  | 16  | 18   | 18  | 12  | 16  | 18  | 15  | DNF | 19  | 16  | DNF | 18  | 16  | DNF   | 14  |      |     | 0      | 10        |
| 2021 | Haas VF-21 P      | Ferrari 065/6 1.6 V6 t | Nikita Mazepin    | DNF | 17  | 19  | 19  | 17  | 14  | 20  | 18  | 19   | 17  | DNF | 17  | DNF | DNF | 18  | 20  | 17  | 18  | 17  | 18  | DNF   | DNS |      |     | 0      | 10        |
| 2022 | Haas VF-22 P      | Ferrari 066/7          |                   | BHR | SAR | AUS | EMI | MIA | SPA | MON | AZE | CAN  | GBR | OOS | FRA | HON | BEL | NED | ITA | SIN | JPN | VST | MXS | SAP   | ABU |      |     | 37     | 8         |
| 2022 | Haas VF-22 P      | Ferrari 066/7          | Kevin Magnussen   | 5   | 9   | 14  | 89  | 16† | 17  | DNF | DNF | 17   | 10  | 78  | DNF | 16  | 16  | 15  | 16  | 12  | 14  | 9   | 17  | 8DNFP | 17  |      |     | 37     | 8         |
| 2022 | Haas VF-22 P      | Ferrari 066/7          | Mick Schumacher   | 11  | DNS | 13  | 17  | 15  | 14  | DNF | 14  | DNF  | 8   | 6   | 15  | 14  | 17  | 13  | 12  | 13  | 17  | 15  | 16  | 13    | 16  |      |     | 37     | 8         |
| 2023 | Haas VF-23 P      | Ferrari 066/10         |                   | BHR | SAR | AUS | AZE | MIA | MON | SPA | CAN | OOS  | GBR | HON | BEL | NED | ITA | SIN | JPN | QAT | VST | MXS | SAP | LSV   | ABU |      |     | 12     | 10        |
| 2023 | Haas VF-23 P      | Ferrari 066/10         | Kevin Magnussen   | 13  | 10  | 17† | 13  | 10  | 19† | 18  | 17  | 18   | DNF | 17  | 15  | 16  | 18  | 10  | 15  | 14  | 14  | DNF | DNF | 13    | 20  |      |     | 12     | 10        |
| 2023 | Haas VF-23 P      | Ferrari 066/10         | Nico Hülkenberg   | 15  | 12  | 7   | 17  | 15  | 17  | 15  | 15  | 6DNF | 13  | 14  | 18  | 12  | 17  | 13  | 14  | 16  | 11  | 13  | 12  | 19†   | 15  |      |     | 12     | 10        |
| 2024 | Haas VF-24 P      | Ferrari 066/10         |                   | BHR | SAR | AUS | JPN | CHN | MIA | EMI | MON | CAN  | SPA | OOS | GBR | HON | BEL | NED | ITA | AZE | SIN | VST | MXS | SAP   | LSV | QAT  | ABU | 58     | 7         |
| 2024 | Haas VF-24 P      | Ferrari 066/10         | Kevin Magnussen   | 12  | 12  | 10  | 13  | 16  | 19  | 12  | DNF | 12   | 17  | 8   | 12  | 15  | 14  | 18  | 10  |     | 19† | 711 | 7   | WD    | 12  | 9    | 16S | 58     | 7         |
| 2024 | Haas VF-24 P      | Ferrari 066/10         | Nico Hülkenberg   | 16  | 10  | 9   | 11  | 10  | 711 | 11  | DNF | 11   | 11  | 6   | 6   | 13  | 18  | 11  | 17  | 11  | 9   | 8   | 9   | DSQ   | 8   | 7DNF | 8   | 58     | 7         |
| 2024 | Haas VF-24 P      | Ferrari 066/10         | Oliver Bearman    |     |     |     |     |     |     |     |     |      |     |     |     |     |     |     |     | 10  |     |     |     | 12    |     |      |     | 58     | 7         |
| 2025 | Haas VF-25 P      | Ferrari 066/15         |                   | AUS | CHN | JPN | BHR | SAR | MIA | EMI | MON | SPA  | CAN | OOS | GBR | BEL | HON | NED | ITA | AZE | SIN | VST | MXS | SAP   | LSV | QAT  | ABU | 35*    | 9*        |
| 2025 | Haas VF-25 P      | Ferrari 066/15         | Esteban Ocon      | 13  | 5   | 18  | 8   | 14  | 12  | DNF | 7   | 16   | 9   | 10  | 13  | 515 | 16  |     |     |     |     |     |     |       |     |      |     | 35*    | 9*        |
| 2025 | Haas VF-25 P      | Ferrari 066/15         | Oliver Bearman    | 14  | 8   | 10  | 10  | 13  | DNF | 17  | 12  | 17   | 11  | 11  | 11  | 711 | DNF |     |     |     |     |     |     |       |     |      |     | 35*    | 9*        |
| Jaar | Chassis en banden | Motor                  | Coureurs          | 1   | 2   | 3   | 4   | 5   | 6   | 7   | 8   | 9    | 10  | 11  | 12  | 13  | 14  | 15  | 16  | 17  | 18  | 19  | 20  | 21    | 22  | 23   | 24  | Punten | WK-plaats |

† — Coureur is niet gefinisht in de GP, maar heeft wel 90% van de race-afstand afgelegd, waardoor hij als geklasseerd genoteerd staat.

* — Seizoen loopt nog.